# Tomi
Tomi je moško osebno ime.

## Izvor imena
Ime Tomi je slovanskega izvora in izvira iz imena Tomislav.

## Pogostost imena
Po podatkuh SURSa je bilo na dan 31. decembra 2007 v Sloveniji 500 oseb z imenom Tomi.

## Osebni praznik
Osebe z imenom Tomi godujejo skupaj s Tomaži, to je 28. januarja, 3. julija, 9. aprila, 22. septembra ali pa 29. decembra.